# Gymnasium Plochingen
Das Gymnasium Plochingen ist das zweitgrößte allgemeinbildende Gymnasium in Baden-Württemberg. 1.286 Schüler werden von 107 Lehrkräften unterrichtet.

## Geschichte
Die offizielle Schulgründung erfolgte am 1. April 1964 mit der Unterrichtung von zwei 5. Klassen im Jugend- und Vereinshaus an der Esslinger Straße. Im Frühjahr 1966 begann dann der Bau des Schulgebäudes, während weitere Klassen im Vereinshaus und im evangelischen Gemeindehaus untergebracht wurden. Noch vor den Sommerferien am 28. Juni 1968 fand dann die Einweihungsfeier der neuen Schule statt. 1971 gab es 850 Schüler in 28 Klassen. Mit stetig steigender Schülerzahl wurden An- und Umbauten nötig, die 1978/79 erfolgten. 1981 kam eine dreiteilige Sporthalle hinzu. 2001 erhielt das Gymnasium als erste Schule Baden-Württembergs einen Internet-Klassenraum mit 20 PCs und T-DSL-Anschluss. Ein weiterer Zusatzneubau wurde 2004 in Angriff genommen. Zum Schuljahr 2004/2005 stellte das Gymnasium auf den verkürzten Bildungsgang (G8) um. Seit dem Schuljahr 2012/2013 gibt es die Wahl zwischen G8 und G9. Im September 2020 begannen die ersten Arbeiten zur Sanierung des Schulkomplexes.

## Schulleiter
- 1964–1966: Bullinger (kommissarisch)
- 1966–1968: Adolf Lieb (kommissarisch)
- 1968–1990: Adolf Lieb
- 1990–2003: Gerhard Remppis, Oberstudiendirektor i. R., Politiker (SPD), 1976–1988 Mitglied des Baden-Württembergischen Landtages
- 2003–2008: Arne Rentzsch
- 2008–2014: Udo Bochinger
- seit 2014: Heiko Schweigert

## Schüler
Die Schüler kommen hauptsächlich aus Plochingen selbst, aus Altbach, Deizisau, Hochdorf, Lichtenwald, Reichenbach an der Fils und Wernau (Neckar).

## Besonderheiten
- Ebenso außergewöhnlich wie markant ist die kuppelförmige Sternwarte auf dem Hauptgebäude, die zur anschaulichen Lehre der Astronomie 1986 installiert wurde. Die astronomische Beobachtungskuppel mit Spiegelteleskop mit bis zu 400facher Vergrößerung verdankt das Gymnasium einer Spende des Fördervereins.
- 1996 wurden die Handballer des Gymnasiums Plochingen Bundessieger im Wettbewerb „Jugend trainiert für Olympia“.
- 2014 wurden die Turner des Gymnasiums Plochingen Sieger im Wettbewerb „Jugend trainiert für Olympia“.

## Bekannte ehemalige Lehrer und Schüler des Gymnasiums Plochingen
Schulleiter
- Gerhard Remppis (* 1940), Schulleiter 1990 bis 2003

Lehrer
- Thomas Letsch (* 1968), Fußballtrainer, ehemaliger Sport- und Mathematiklehrer am Gymnasium in Plochingen, zuvor bereits Schüler dort[4]

Schüler
- Joachim Hahn (* 1954), evangelischer Theologe
- Roland Lill (* 1955), Biochemiker
- Jürgen Resch (* 1960), Umwelt-Lobbyist und Bundesgeschäftsführer der Deutschen Umwelthilfe
- Georg Restle  (* 1965), Journalist, Moderator des WDR-Magazins „Monitor“
- Eva Löbau (* 1972), Schauspielerin
- Nicolas Fink (* 1976), Abgeordneter des Landtags von Baden-Württemberg, SPD
- Johannes Kreidler (* 1980), Komponist
- Serdar Taşçı (* 1987), Profifußballer
- Max Rieger (* 1993), Musiker